# Armensk Wikipedia
Armensk Wikipedia (armensk: Հայերեն Վիքիպեդիա, tr. Wīkīpedyā Azat Hanragitaran ; dansk: den armensksprogede Wikipedia) er den armensksprogede  version af det verdensomspændende encyklopædi-projekt Wikipedia. Armensk Wikipedia blev lanceret i januar 2003.

Pr. lørdag den 29. marts 2025 har den armensksprogede Wikipedia 318.205 artikler, 608 aktive bidragydere og 10 administratorer.